# Departamento de Koungheul
Koungheul es uno de los 45 departamentos de Senegal. Forma parte de la región de Kaffrine. Su capital es Koungheul. Fue creado por decreto del 10 de julio de 2008, al igual que sus distritos.

## Distritos
Distritos:
- Distrito de Misirah Wadene
- Distrito de Ida Mouride
- Distrito de Lour Escale